# Gerta Köster
Gerta Köster ist eine deutsche Mathematikerin und Professorin für mathematische Modellierung und Simulation an der Fakultät für Informatik und Mathematik der Hochschule für angewandte Wissenschaften München.

## Werdegang
Köster studierte Mathematik an der Ludwig-Maximilians-Universität München (LMU) und der Ohio State University und schloss dieses Studium 1992 als Diplom-Mathematikerin ab. Ab Oktober 1993 arbeitete sie an der LMU als wissenschaftliche Mitarbeiterin und wurde 1996 zur Dr. rer. nat. promoviert.
Von 1996 bis 2010 arbeitete Köster bei der Siemens AG in München, bevor sie 2010 einem Ruf an die Fakultät für Informatik und Mathematik der Hochschule für angewandte Wissenschaften München folgte. Dort lehrt sie mathematische Modellierung und Simulation und wissenschaftliches Rechnen.
Der Forschungsschwerpunkt von Köster liegt im Bereich der Personenstromanalyse. Sie nutzt dabei agentenbasierte Modelle, um das Verhalten von Menschen in der Menge abzubilden. Die Ergebnisse ihrer Arbeit sind international wissenschaftlich publiziert und stehen außerdem über einen Open-Source-Simulator der Allgemeinheit zur Verfügung.

## Publikationen (Auswahl)
- Gerta Köster: Numerical simulation of a linear model of crystal growth in a vertical Bridgman device. (Dissertation) Herbert Utz Verlag 1996, ISBN 3-89675-107-7